# زولتان تسیبور
زولتان تسیبور (به مجاری: Czibor Zoltán، زاده ۲۳ اوت ۱۹۲۹ – درگذشته ۱ سپتامبر ۱۹۹۷) بازیکن فوتبال اهل مجارستان بود. او در بارسلونا، تیم ملی فوتبال مجارستان و تیم طلایی به همراه فرانس پوشکاش بازی کرده‌است.